# Valentin Schmalz
Valentin Schmalz, latinizzato in Smalcius (Gotha, 12 marzo 1572 – Raków, 8 dicembre 1622), è stato un teologo e pastore unitariano tedesco.

## Biografia
Nacque quando il padre Nicola, un notabile di Gotha che si era risposato in tarda età, aveva ben 82 anni, e rimase orfano tre anni dopo. Tra i suoi insegnanti vi fu Johann Dinckel, predicatore ducale a Coburgo che, avendo apprezzato la sua serietà e la sua preparazione teologica, gli offrì invano un impiego pubblico.
Prese le distanze dalla confessione luterana, nel 1589 conobbe a Wittenberg il sociniano Andrew Voidovius che frequentò anche a Strasburgo, il quale gli fece conoscere i Dialoghi dell'antitrinitario italiano Bernardino Ochino. Partendo per i Paesi Bassi nel 1592, Voidovius aveva lasciato libero il posto di insegnante nella scuola unitariana di Smigel, che fu offerto a Schmalz, battezzato tra i Fratelli Polacchi il giorno di Natale del 1592.
L'anno dopo fece venire da Gotha la madre e il 7 marzo 1594 sposò Agnes Blechow. Il 14 giugno 1598 fu nominato, insieme con Christopher Lubieniecius, pastore della chiesa di Lublino dove si stabilì con la famiglia. Fu incoraggiato a questo incarico da Fausto Socini, il quale, in una lettera del 31 agosto, gli ricordò che «avrebbe avuto bisogno della pazienza e della prudenza cristiana» nella sua opera pastorale.
Partecipò nel giugno del 1600 al Sinodo di Novogrodek, in Lituania, per discutere della forma corretta della preghiera da rivolgere a Cristo; nel 1603 fu a Danzica, per affrontare altre questioni teologiche e l'anno dopo era ancora in Lituania per discutere di questioni dottrinali relative al battesimo. Nel maggio del 1604 il Sinodo di Raków stabilì che egli dovesse essere pastore di questa città, nella quale Schmalz e la sua famiglia si stabilirono il 19 ottobre 1605.

### Il «Catechismo di Raków»
In quell'anno fu pubblicato a Raków, in polacco, il Catechismo di Raków, al quale Schmalz lavorò con Peter Statorius il Giovane, Hieronymus Moskorzowski e Johannes Völkel, sulla scorta degli scritti di Fausto Socini. Schmalz curò anche la traduzione tedesca del Catechismo, che fu pubblicato nel 1608 col titolo di Der kleine Catechimus, zur Uebung der Kinder in dem christlichen Gottesdienste (Il piccolo Catechismo per la pratica dei bambini nei servizi divini cristiani), dedicandolo all'Università di Wittenberg. Nel 1609 fu pubblicata anche l'edizione latina. I suoi punti essenziali sono:
- La religione cristiana si fonda esclusivamente sul Vecchio e soprattutto sul Nuovo Testamento
- Dio esiste, è uno, spirituale, invisibile, eterno, perfetto, onnipotente, infinitamente saggio, libero, giusto e misericordioso
- Lo Spirito Santo non è una persona divina ma una virtù che da Dio scende sugli uomini
- Gesù Cristo ha una natura esclusivamente umana. Fin dalla sua nascita fu santificato da Dio e mandato nel mondo per esprimere la parola di Dio, essendo il mediatore della «nuova alleanza» tra Dio e l'uomo e fu risuscitato da Dio dopo la morte: in questo senso è l'unico figlio di Dio, senza avere avuto né un'esistenza eterna né una natura divina. ed è il nostro Signore per l'autorità conferitagli da Dio
- La legge morale consiste nei comandamenti di Mosè e quelli di Cristo e degli apostoli
- Il battesimo, riservato agli adulti, è l'iniziazione alla vita cristiana
- La cena del Signore, nella quale il cristiano spezza e mangia il pane e beve il vino, è insieme una commemorazione della morte di Cristo e una promessa di fede
- Cristo ha promesso la vita eterna attraverso la remissione dei peccati e il dono dello Spirito Santo. La sua passione testimonia la sua sofferenza per i nostri peccati, la morte è il sacrificio espiatorio e la sua resurrezione è la dimostrazione della possibilità della nostra salvezza
- La fede e l'obbedienza ai precetti del Signore sono la via che conducono alla salvezza
- L'uomo è dotato di libero arbitrio, che la caduta di Adamo non ha cancellato e il peccato di Adamo non si è trasmesso alla sua posterità
- La giustificazione, ottenuta grazie alla fede in Cristo, significa che l'uomo è giusto e degno della vita eterna. Prima di Cristo si era giustificati grazie alla fede in Dio
- Non esiste il purgatorio né l'inferno
- Le preghiere indirizzate a Cristo sono una richiesta di intercedere presso Dio
- La Chiesa è l'insieme dei cristiani, governata dai pastori, che hanno il compito di insegnare i precetti di Cristo e ai quali si deve obbedienza, salvo accusarli di indegnità davanti ad almeno due testimoni.

Nel 1607 scrisse, in polacco, un'interpretazione dell'inizio del Vangelo secondo Giovanni, spiegando che Cristo è chiamato «Logos» in quanto egli è l'interprete della parola di Dio, ed è chiamato «Figlio di Dio» in virtù dell'altissimo rango che gli compete proprio in quanto interprete della parola divina.
All'inizio del secolo era in corso una reazione cattolica contro gli «eretici» di tutte le confessioni, in Posnania, in Boemia e in Polonia. Nel 1611, il sociniano Jon Tyscovicius, di Bieslsk, era stato processato e bruciato per essersi rifiutato di giurare in nome della Trinità.
Per far fronte al pericolo cattolico, nel Sinodo tenuto a Rakow nel 1611 gli Unitariani stabilirono di contattare i Mennoniti in vista di una unificazione delle due Chiese, dal momento che tra di loro sussistevano elementi dottrinali comuni, come il rifiuto del dogma trinitario e la concezione del battesimo riservato agli adulti, ma nel 1613 si dovette prendere atto che i dissensi erano tali da rendere impossibile l'intesa. Ancor più difficili furono i negoziati con gli evangelici calvinisti: Schmalz rispose all'opuscolo «Fuoco e acqua» del calvinista Jacob Zaborowski, cercando di dimostrare che le due confessioni avevano più punti in comune che divergenti, e vi era anche un comune interesse all'unificazione, in vista di opporre resistenza all'offensiva cattolica, ma i negoziati furono presto abbandonati.
Le conseguenze a medio termine di queste divisioni furono che nel 1658 gli Unitariani furono espulsi dalla Polonia e i calvinisti, a partire dal 1681, subirono una tale persecuzione da dover abbandonare il Paese che rimase così interamente cattolico.

## Scritti
- Sulla divinità di Gesù Cristo, 1598
- Contro gli Hutteriti o Comunisti moravi, 1606
- Spiegazione del proemio del Vangelo secondo Giovanni, Raków 1607
- Libro di Salmi e Inni per i Fratelli Polacchi,  Rakow 1610
- Annotazioni al Nuovo Testamento, 1612
- Apologia del Trattato sulla Chiesa e della Missione dei ministri di Fausto Socino, Rakow, 1612
- Risposta al Nova Monstra novi Arianismi del gesuita Martin Smiglecius, Raków 1613
- Confutazione della Discussione sullo Spirito Santo di Albert Graver, Raków 1613
- Confutazione del De Erroribus Novorum Arianorum del gesuita Martin Smiglecius, Raków 1614
- Confutazione della Tesi della sacra unità dell'Essenza divina e della Trinità delle Persone in quella sacra unità di Jacob Schopper, Raków 1614
- Confutazione de La Parola fatta carne del gesuita Martin Smiglecius, Raków 1614
- Esortazione a Isaac Casaubon, Raków 1614
- Esame dei Cento errori del gesuita Martin Smiglecius, Raków 1615
- Confutazione di una Discussione sulla persona di Cristo di Albert Graver, Raków 1615
- Confutazione delle Tesi sull'incarnazione di Albert Graver, Raków 1615
- Dieci omelie sull'introduzione del Vangelo secondo Giovanni, Raków 1615
- Confutazione delle Orazioni di Johann Vogel e Joachim Peuschel, Raków 1617
- Risposta alla Difesa del Triplice Dio contro i nuovi Ariani di Christopher Pelargus
- Sul vero Cristo e la natura del Figlio di Dio, contro il gesuita Martin Smiglecius
- Analisi della I Corinzi
- Diario